# Unió de Demòcrates per la República
La Unió de Demòcrates per la República (Union des Démocrates pour la République, UDR) fou un partit polític francès de caràcter gaullista que va tenir activitat entre 1967, quan va prendre el testimoni de la Unió per la Nova República, i el 1976, quan es va transformar en Reagrupament per la República.

## Orígens del partit
Des de l'inici de la Cinquena República Francesa, el moviment gaullista s'havia anat aglutinant al voltant de persones més o menys representatives, però sense que de fet es tingués un clar lideratge, més enllà de la referència sempre autònoma del mateix general de Gaulle. La creació en 1958 de la UNR no havia servit per a vertebrar un moviment (com a ells els agradava dir) que no arribava a ser un partit. La necessitat d'unir a diversos sectors va fer que el 1967 la UNR presentés llistes conjuntes amb la UDT. Va obtenir un èxit relatiu (encara que per poc els gaullistas van salvar la majoria), cosa que va dur als dirigents a estabilitzar aquesta unió per a tractar de minimitzar els riscos.

## Creació del partit
La IV Assemblea Nacional de la UNR certifica la fusió de UNR i UDT en la Unió de Demòcrates per la Cinquena República. S'elaboraren uns nous estatuts i fou nomenat Robert Poujade secretari general. Es dona suport inequívoc al Primer Ministre, Georges Pompidou, al que es considera el líder d'aquesta nova formació.

## Els esdeveniments de maig de 1968
Els disturbis i el moviment revolucionari que es desenvolupen a França en el mes de maig del 1968 sacsejaren violentament al govern. No obstant això, a poc a poc, la indecisió de l'esquerra tradicional i el mateix desgast del procés revolucionari faran que la població més conservadora s'espanti i demandi un govern ferm. La intervenció del general De Gaulle, les manifestacions antirrevolucionàries i el desig de tornada a la tranquil·litat de la gent fan que la UDR guanyés les eleccions legislatives franceses de 1968. En la primera volta de les eleccions la UDR aconsegueix un 43,65% dels vots, i els Republicans Independents un 8,3%. La UDR aconsegueix en solitari majoria absoluta, un fet sense precedents en la història parlamentària de França.

## L'assentament en el poder
A pesar de la desorientació que produïx el fracàs de Charles de Gaulle en el referèndum de 1969 i alguns intents de barons d'escindir-se, la UDR manté la seva unitat en el suport a la candidatura a la Presidència de la República de Georges Pompidou a les eleccions presidencials franceses de 1969.
Els sectors a l'esquerra del gaullisme tractaren sense èxit d'assolir a una major rellevància. Alguns d'ells acabaran deixant l'organització i passant a integrar-se en el Partit Socialista en ple procés de reconstrucció.

## Sortida del govern
Després de la mort de Pompidou, la UDR es dividí. Jacques Chirac dona suport a Giscard d'Estaing en perjudici del candidat del partit, Jacques Chaban-Delmas. Chirac pren les regnes del partit després de ser nomenat primer ministre, però la UDR no acceptà bé el que el nou President no pertanyi al partit. En dimitir de les seves funcions de primer ministre Chirac el 26 de juliol de 1976 (dimissió que no va ser acceptada pel president Giscard fins a finals d'agost), la UDR deixa d'ocupar tots els llocs clau de l'administració, fet que no havia succeït des dels inicis de la Cinquena República.

## La creació del RPR
El 14 de setembre de 1976 Jacques Chirac llançà un missatge de tipus "gaullià" apel·lant a la "unió de totes les forces que lluiten per la democràcia, la justícia i el progrés social". Aquest missatge de renovació està dirigit fonamentalment a la UDR: no es vol crear una nova pasterada de partits al voltant de la UDR, sinó un nou partit, fortament cohesionat, partint de la UDR. Chirac només troba tímides resistències en alguna organització juvenil i en Chaban-Delmas. En una reunió celebrada a París el 5 de desembre de 1976 davant una multitud enfervorida de militants es realitza la mutació: més del 96% dels delegats escollits aproven els estatuts del nou partit: el Reagrupament per la República (Rassemblement pour la République). El poder se centralitza en la figura de Jacques Chirac.

## Resultats electorals

### Eleccions Presidencials
| Any  | Candidat              | 1a volta   | 1a volta    | 1a volta | 2a volta   | 2a volta   | 2a volta |
| Any  | Candidat              | Vots       | %           | Pos.     | Vots       | %          | Pos.     |
| ---- | --------------------- | ---------- | ----------- | -------- | ---------- | ---------- | -------- |
| 1969 | Georges Pompidou      | 10,051,783 | 44,51 / 100 | 1r       | 11,064,371 | 58,2 / 100 | Elegit   |
| 1974 | Jacques Chaban-Delmas | 3,857,728  | 15,1 / 100  | 3r       | -          | -          | Derrota  |

### Eleccions legislatives
| Any  | Líder            | 1a volta  | 1a volta | 2a volta   | 2a volta | Escons    | +/− | Pos. | Govern   |
| Any  | Líder            | Vots      | %        | Vots       | %        | Escons    | +/− | Pos. | Govern   |
| ---- | ---------------- | --------- | -------- | ---------- | -------- | --------- | --- | ---- | -------- |
| 1967 | Georges Pompidou | 8,448,082 | 37.7     | 7,972,908  | 42.6     | 243 / 487 | 25  | 1r   | Coalició |
| 1968 | Georges Pompidou | 9,667,532 | 43.6     | 6,762,170  | 46.4     | 354 / 487 | 111 | 1r   | Coalició |
| 1973 | Pierre Messmer   | 8,242,661 | 34.6     | 10,701,135 | 45.6     | 272 / 491 | 82  | 1r   | Coalició |